# 2月29日 (旧暦)
旧暦2月29日は旧暦2月の29日目である。年によっては2月の最終日となる。六曜は赤口である。

## できごと
- 弘安元年（ユリウス暦1278年3月23日） - 建治より弘安に改元。
- 正慶5年/延元元年（ユリウス暦1336年4月11日） - 南朝が建武より延元に改元。
- 文亀元年（ユリウス暦1501年3月18日） - 明応から文亀に改元。
- 明暦3年（グレゴリオ暦1657年4月12日） - 江戸幕府が、江戸の大火で亡くなった10万余人の霊を供養する為、本所牛島新田に回向院を建立。
- 寛文2年（グレゴリオ暦1662年4月17日） - 江戸幕府が老中・若年寄の任務を定める。
- 明和9年（グレゴリオ暦1772年4月1日） - 明和の大火（目黒行人坂の大火事）

## 誕生日
- 寛保元年（グレゴリオ暦1741年4月14日） - 桃園天皇、116代天皇（+ 1762年）
- 嘉永3年（グレゴリオ暦1850年4月11日） - 林董、外交官･政治家（+ 1913年）

## 忌日
- 安政2年（グレゴリオ暦1855年4月15日） - 遠山景元（遠山金四郎）、江戸町奉行・大目附（* 1793年）